# Radical 171
Le radical 171, qui signifie l'esclave, est un des 9 des 214 radicaux chinois répertoriés dans le dictionnaire de Kangxi composés de huit traits.
Le caractère Unicode de 隶 est 96B6.

## Caractères avec le radical 171
| nombre de traits          | caractères |
| ------------------------- | ---------- |
| Sans trait supplémentaire | 隶         |
| 8 traits supplémentaires  | 隷         |
| 9 traits supplémentaires  | 隸         |